# Fuhe (meteoryt)
Fuhe – meteoryt kamienny należący do chondrytów oliwinowo-hiperstenowych L 5, którego spadek nastąpił w czerwcu 1945 roku w chińskiej prowincji Hubei. Meteoryt w postaci jednej bryły spadł na podwórko pana Chena, mieszkańca wsi Dongjiagang, leżącej w prefekturze miejskiej Suizhou. Po wielu latach spoczywania na podwórku został wmurowany w ścianę. Niezwykły charakter kamienia zauważył wnuk znalazcy meteorytu i w kwietniu 2010 roku udostępnił go do zbadania. Kamień o masie 23 kg okazał się meteorytem sklasyfikowanym jako chondryt zwyczajny L 5. Znaleziono w nim chondry o średnicy od 400 do 1200 μm. Meteoryt Fuhe jest jednym z sześciu zatwierdzonych meteorytów znalezionych w tej prowincji.